# Festival Internacional de Música Sacra de Bogotá

## Ediciones
Desde el año 2012 se celebra en Bogotá, Colombia, el Festival Internacional de Música Sacra. Este festival se inició, precisamente, en 2012 en homenaje al 50 aniversario del Concilio Vaticano II, y es organizado por la Corporación Cultural InterColombia, una entidad sin ánimo de lucro (1997. El festival se destaca en Latinoamérica, pues dura cuatro semanas, y convoca a centenares de artistas. Los espectáculos se desarrollan en algunas de las iglesias barrocas coloniales más importantes de la capital colombiana, tales como la Catedral Primada de Colombia, la Iglesia de San Ignacio, la Capilla de San José, la Iglesia del Templo de San Agustín, y auditorios más modernos, como el oratorio de la Universidad de La Sabana o el Museo Nacional de Colombia, entre muchos otros escenarios.

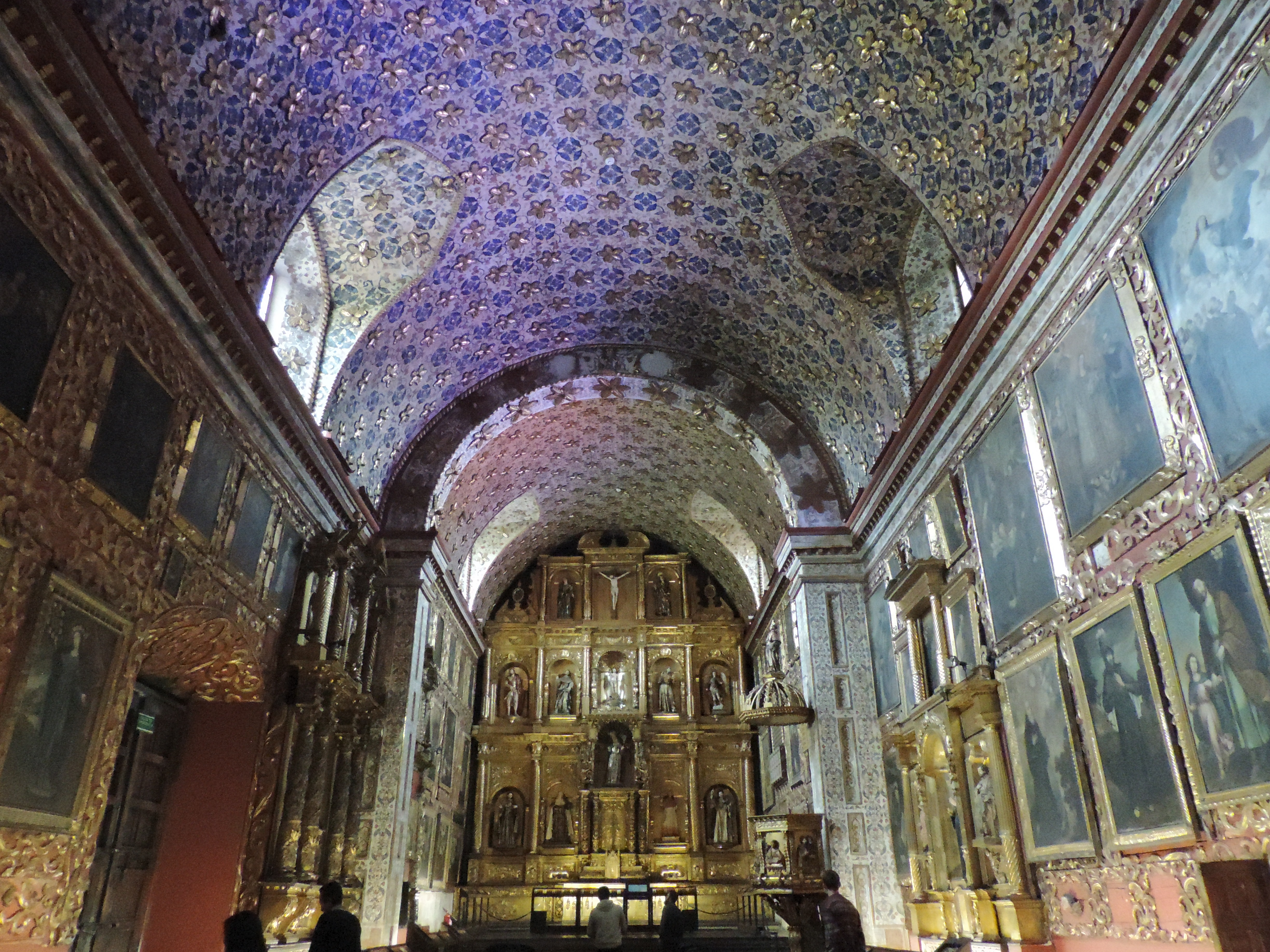
Iglesia de Santa Clara, Bogotá

## Diversidad musical
Además de la conocida como música religiosa, de origen cristiano, también se presentan actuaciones y espectáculos de pueblos indígenas americanos o de otras tradiciones religiosas de oriente próximo como el judaísmo o el sufismo, pues está concebido como un espacio de encuentro espiritual interreligioso. Aunque ciertos eventos se presentan en algunos de los grandes teatros de la ciudad, la mayoría de los conciertos son gratuitos para todo público.

## Dirección
El Festival Internacional de Música Sacra está bajo la dirección de Marianna Piotrowska, licenciada en comunicación social y periodismo de la Universidad de la Sabana, de Chía, Colombia.